# Одеризио ди Сангро
Одеризио (Oderisio, также известный как Doderisius, Oderisio) — граф Сангро, католический церковный деятель XII века. Возведён в ранг кардинала-дьякона Сант-Агата-алла-Субурра на консистории 1112 года. В 1118 году он становится 42-м аббатом Монте-Кассино. В 1122 стал кардиналом-священником Сан-Чириако-алле-Терме. Ламберто Сканнабекки, став папой Гонорием II, в 1226 году воспользовавшись обвинениями Атенульфа, графом Аквино, освободил Одеризио от должности аббата, и, впоследствии, отлучил его от церкви.